# Guillaume Soro
Guillaume Kigbafori Soro (Abengourou, 8 maggio 1972) è un politico ivoriano, Primo ministro della Costa d'Avorio dal 2007 al 2012 e dal marzo 2012 Presidente dell'Assemblea nazionale della Costa d'Avorio.

## Biografia
Nel luglio 2023, un giudice istruttore a Parigi, in Francia, è stato nominato per indagare sull'assassinio nell'aprile 2011 di Ibrahima Coulibaly, un ex leader ribelle ivoriano, in cui si ritiene che Guillaume Soro sia stato implicato nell'assassinio..